# Færøernes håndboldlandshold (herrer)
Færøernes herrehåndboldlandshold er det mandlige landshold i håndbold for Færøerne. Den nuværende landstræner er danske Peter Bredsdorff-Larsen, siden 2021.
I juni 2015 og juni 2017 deltog holdet i IHF Emerging Nations Championship, som er for opkommende håndboldnationer. Det er for spillere under 24 år, dog må 3 af spillerne være over 24. Færøerne vandt begge turneringer. I 2015 vandt de finalen 27-24 over Letland. I 2017 vandt de finalen 26-25 mod Tyrkiet. Nr. 1, 2 og 3 fra IHF Emerging Nations Championship 2017 kvalificerede sig til Kvalifikation til EM i håndbold 2018.
Landsholdet kvalificerede sig for første gang til en EM-slutrunde ved EM i Tyskland i 2024. I EM-kvalifikationen blev de nummer tre efter Østrig og Rumænien  med to sejre. Alligevel formåede de på baggrund af deres målscore at kvalificere sig til turneringen blandt de fire bedste treerhold.

## Resultater

### Europamesterskabet
- 2024 – 20. plads

### IHF Emerging Nations Championship
- 2015 – Vinder
- 2017 – Vinder

## Holdet

### Truppen i 2024
| Spiller                    | Nummer | Klub                      | Position     |
| -------------------------- | ------ | ------------------------- | ------------ |
| Jónas Gunnarsson Djurhuus  | 15     | Frederiksberg IF          | Playmaker    |
| Elias Ellefsen á Skipagøtu | 71     | THW Kiel                  | Playmaker    |
| Rói Ellefsen á Skipagøtu   | 75     | IF Hallby                 | Playmaker    |
| Kjartan Johansen           | 10     | Bækkelagets SK            | Højre back   |
| Vilhelm Poulsen            | 25     | Lemvig-Thyborøn Håndbold  | Højre back   |
| Peter Krogh                | 45     | HEI Håndbold              | Højre back   |
| Tróndur Mikkelsen          | 30     | Kristiansand Topphåndball | Venstre back |
| Pauli Mittún               | 61     | Team Sydhavsøerne         | Venstre back |
| Óli Mittún                 | 78     | IK Sävehof                | Venstre back |
| Helgi Hildarson Høydal     | 2      | Kristiansand Topphåndball | Stregspiller |
| Pætur Mikkjalsson          | 8      | IF Hallby                 | Stregspiller |
| Ísak Vedelsbøl             | 47     | H71                       | Stregspiller |
| Teis Horn Rasmussen        | 79     | HEI Håndbold              | Stregspiller |
| Leivur Mortensen           | 6      | Frederiksberg IF          | Venstre fløj |
| Rói Berg Hansen            | 9      | HØJ Elitehåndbold         | Venstre fløj |
| Allan Norðberg             | 7      | Valur                     | Højre fløj   |
| Hákun West Av Teigum       | 17     | Füchse Berlin             | Højre fløj   |
| Pauli Jacobsen             | 1      | Ølstykke HF               | Målvogter    |
| Nicholas Satchwell         | 16     | TIF Viking                | Målvogter    |

Kilde: 